# Seljačka buna (Šenoa)
Seljačka buna je povijesni roman hrvatskog književnika Augusta Šenoe. 
Prvi put je objavljen u časopisu Vijenac 1877. godine. Jedan je od pet romana Augusta Šenoe i njegov najvažniji povijesni roman. Radnja se temelji na stvarnim događajima Seljačke bune, koja je izbila na susedgradsko-stubičkom vlastelinstvu, zbog povećanja rente i terora Franje Tahija i drugih plemića, 1573. godine.
Šenoa na početku iznosi posvetu prečasnomu i prevrijednomu gospodinu Mihovilu Pavlinoviću, jednom od najistaknutijih hrvatskih preporoditelja u Dalmaciji. 
U romanu se odvija više paralelnih radnji: sukob Uršule Hening i Franje Tahija, nezadovoljstvo seljaka, nesretna ljubav između Jane i Đure Mogaića, te ljubav Sofije Hening i Tome Milića. Plemići su podijeljeni na dvije protivničke strane. Na čelu prve strane je Franjo Tahi s banom Petrom Erdődyjem i Gašparom Alapićem. Protiv njih su Uršula Hening i podban Ambroz Gregorijanec. Buna počinje kada Tahi nepravedno namjerava protjerati Uršulu s njenog imanja. U početku romana, Uršula je uz seljake, dok se kasnije saznaje kako želi oženiti svoju kćer za Tahijeva sina, stoga se seljaci okreću i protiv nje i cijelog plemstva. Šenoa iznosi međusobne odnose feudalaca te položaj seljaka koji su podijeljeni na slobodnjake i kmetove. Uzrok bune su potlačivanje kmetova i visoki nameti. Detaljno su opisane masovne scene bitaka, a najviše se ističe Matija Gubec, vođa pobunjenih seljaka koji je u izravnom sukobu s Franjom Tahijem. Gubec je kmet iz Stubice, borac za pravdu i slobodu, kojeg su seljaci kasnije proglasili za "kralja". Na kraju roman Gubec pogiba pred crkvom sv. Marka u Zagrebu, kako bi spasio nekolicinu svojih ljudi. Autor često patnje hrvatskog naroda uspoređuje s biblijskim motivima.
Šenoa u romanu osuđuje ponašanje niskog plemstva i ujedno kritizira kolebljive i prevrtljive vladare, te iznosi ideje o jednakosti i bratstvu svih ljudi. Potrudio se istražiti stvarne događaje i na njima temelji radnju.